# ルノー・タリスマン

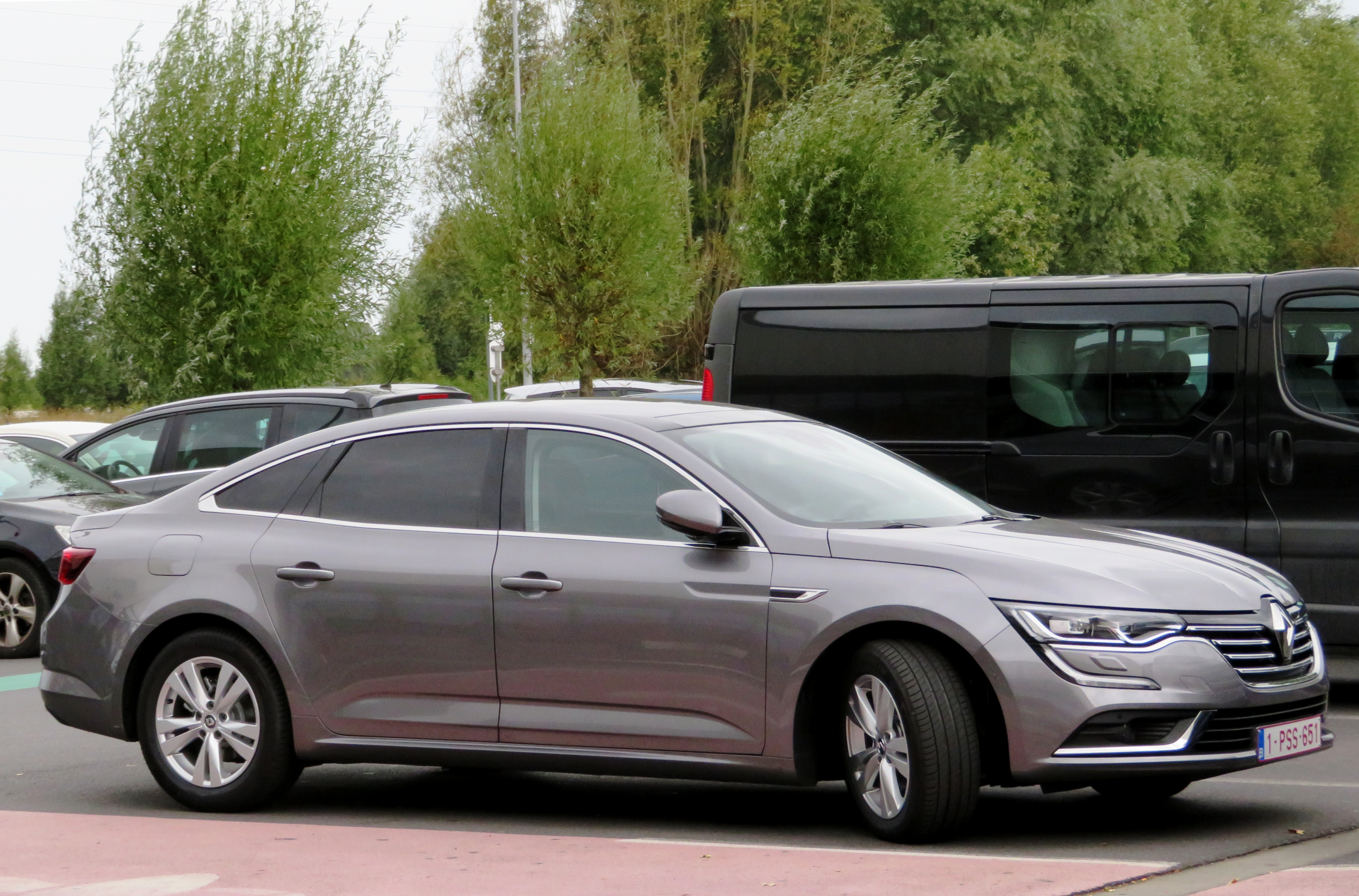
ルノー・タリスマン (現行)

タリスマン（TALISMAN）は、ルノーがかつて発表したコンセプトカーならびに、製造・販売していた自動車。車名は英語で「お守り」を意味する。

## コンセプトモデル
2000年、「Z12」の名でスケッチを公開したのが始まりである。その後、2001年のフランクフルトモーターショーにてガラスルーフとガルウィングドア採用のコンセプトモデルとして発表された。デザインしたのは当時、チーフデザイナーだったパトリック・ル・ケマン。
特徴のひとつであるガルウイングドアは電動油圧アクチュエーターを介して自動開閉が可能なだけではなく、2,450mmの長さを誇るため、センターピラーレス構造と相まって優れた乗降性とインテリアの個性をアピール。シートはセンタートンネル左右に、独立したものを2つずつ浮かして取り付けている。各シートは固定式だが、ダッシュボードとペダルが一体で前後に動くことで、理想のドライビングポジションを得る仕組みとなっている。また、インテリア中央にはタグ・ホイヤー製のクロックが埋蔵されている。

## 市販モデル
上述のコンセプトカーとは、車名以外の共通点は全くない。
開発は傘下の韓国・ルノーサムスン自動車（当時）主導の下、共同で行われた。
2015年6月29日に新型Dセグメントセダンの車名が「タリスマン」と発表され、ティーザーキャンペーンが開始された。7月6日、パリ近郊のシャンティイにて、ルノー・グループCEOカルロス・ゴーンとコーポレートデザイン担当副社長ローレンス・ヴァン・デン・アッカーが出席して発表会が行われた。9月17日から開催されるフランクフルトモーターショーにて、エステートと併せて一般公開され、セダンは2015年12月から、エステートは翌2016年4月から販売が開始された。エステートは国によって名称が変化する（フランス・オランダはEstate（エステート）だが、イタリアはSporter（スポーター）、ドイツ・スウェーデン・アイスランドはGrandtour（グランドツアー）、スペインはSPORT TOURER（スポーツツアラー）、など）。生産はフランスのドゥエー工場にて行われる。尚、セダン市場の世界的な減少により、エスパス同様、右ハンドルの生産計画は今のところないため、イギリスやオーストラリア、日本といった右ハンドル圏への導入の可能性はほぼ皆無である。そのため、オーストラリア市場等の右ハンドル圏ではメガーヌIⅤセダンをラティテュード/フルエンスの統合後継車種として充てている。
プラットフォームはルノー＝日産アライアンス（現・ルノー・日産・三菱アライアンス）が開発したCMF-C/Dを採用。セダンの場合、トランクルームは608リットルの容量を確保し、60:40の分割可倒リアシートで長い荷物の積み込みも可能となっている。
エンジンは日産主導開発の「M5M」（≒MR16DDT）と呼ばれる1.6L直噴ガソリンターボ（出力特性により「TCe 150」「TCe 200」の2種）、ならびにルノーが開発した1.5L「K9K」（出力特性により「dCi 110」「dCi 130」の2種）と1.6L「R9M」（dCi 160）の2種のディーゼルエンジンが用意され、ラグナやラティテュードに設定されたV型6気筒は非設定である。トランスミッションはM5Mが7速EDCのみ、dCi 110とdCi 130は6速MTまたは6速EDC、dCi 160が6速EDCのみとなる。尚、EDCはいずれもゲトラグ社製である。
ダッシュボードに搭載されるR-Link 2インフォテインメントシステムは7インチまたは8.7インチのタッチスクリーンを備え、R-Linkストアにてアプリケーションが入手可能である。
2016年1月13日、ルノーサムスン自動車（現・ルノーコリア）がタリスマンのリバッジ車であるSM6を発表した。SM6はドゥエーではなく、韓国・釜山の江西区にある釜山工場にて生産が行われ、同年3月から販売が開始された。エンジンはタリスマンと共通のM5M型1.6L GDIターボに加え、タリスマンに未設定のM4R型2.0L・GDiガソリンならびに同2.0L・LPLiの計3種類で、タリスマンにも設定されるディーゼルエンジンは、SM6においては1.5Lのみとなる。また、ボディタイプはセダンのみの設定で、ラティテュード（新興国向けのみ）ならびにラティテュードの兄弟車であるSM5は廃止とはならず、引き続き2019年まで販売された。
2022年、販売不振が引き金となり、クリーンアップ計画による削減車種とされて生産・販売終了。兄弟車のSM6は継続生産・販売される。

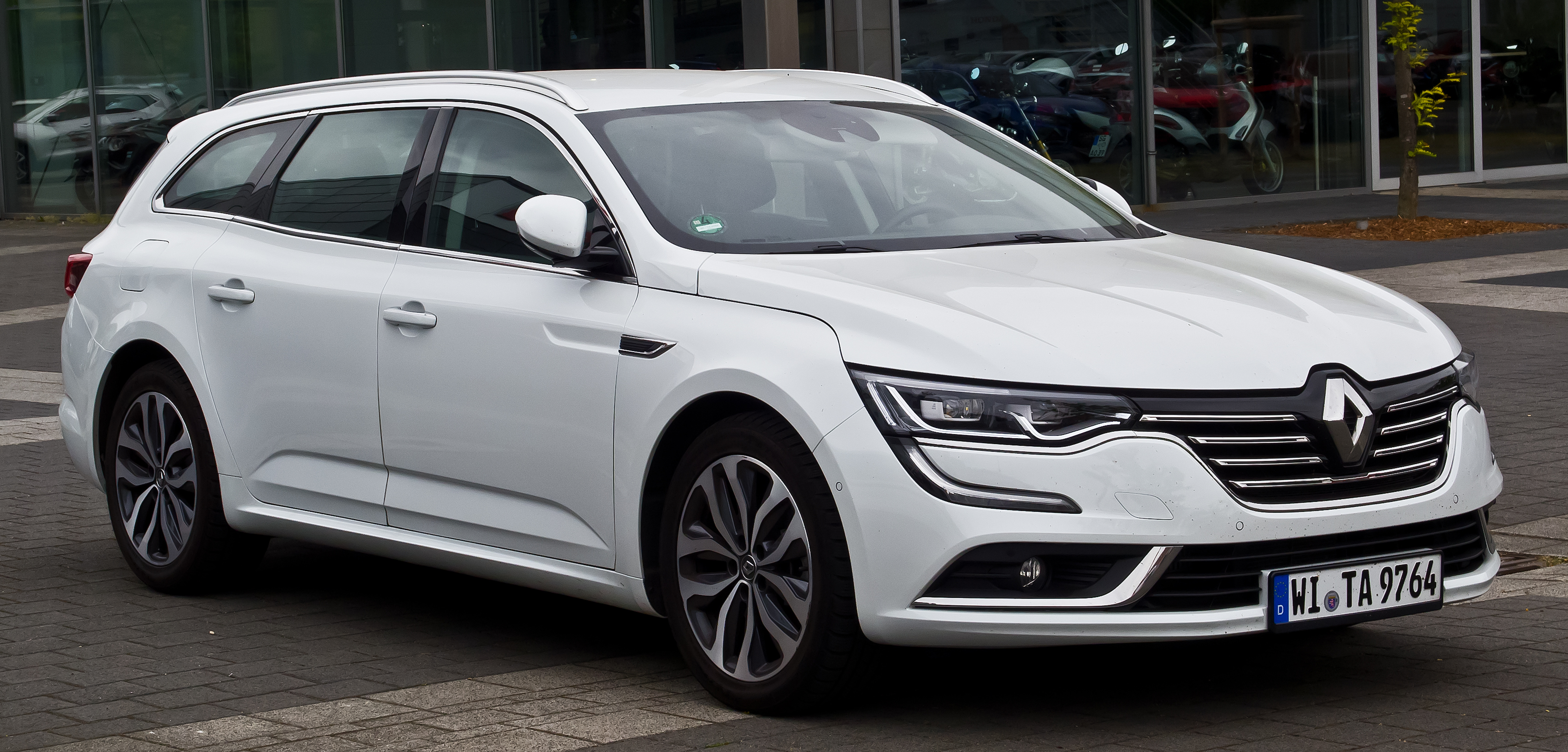
グランドツアー (フロント)

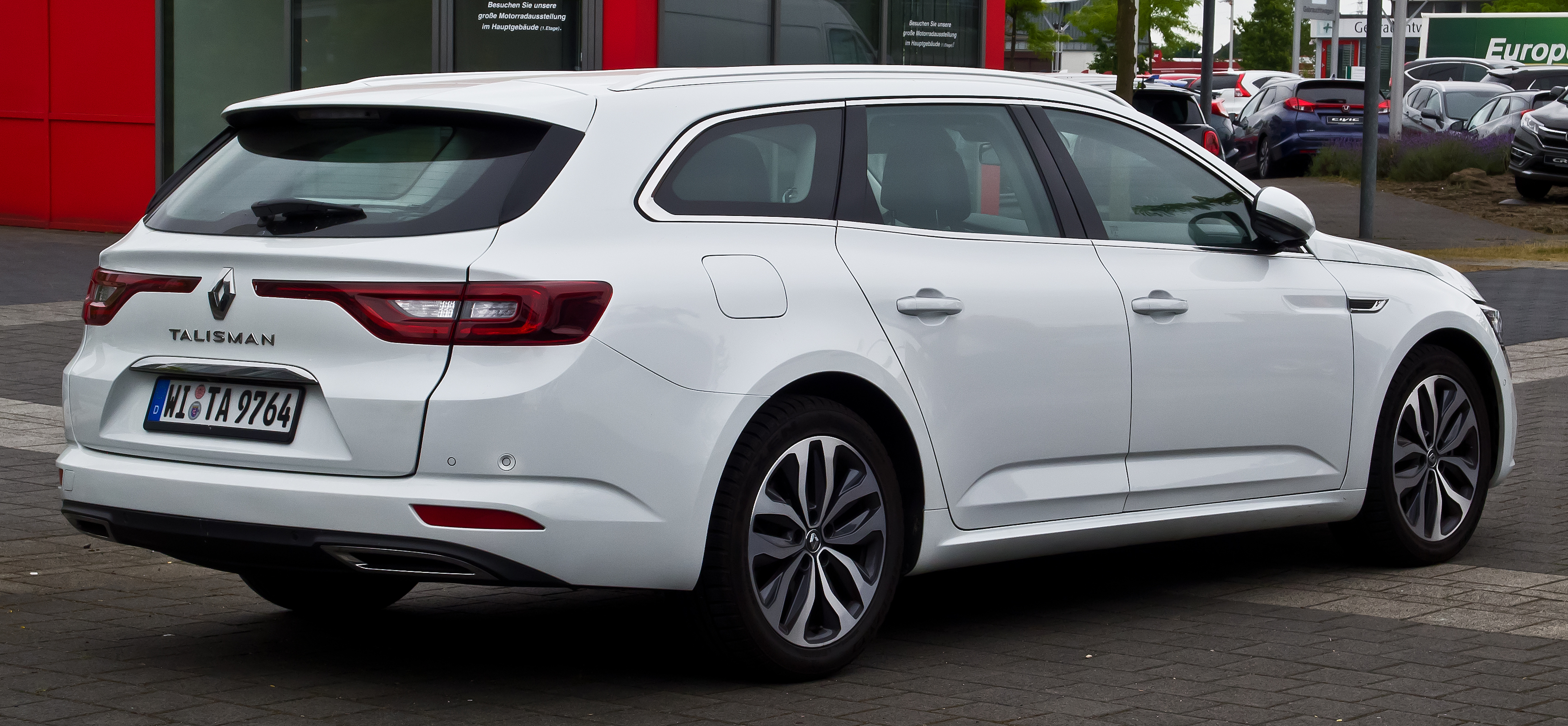
グランドツアー (リア)

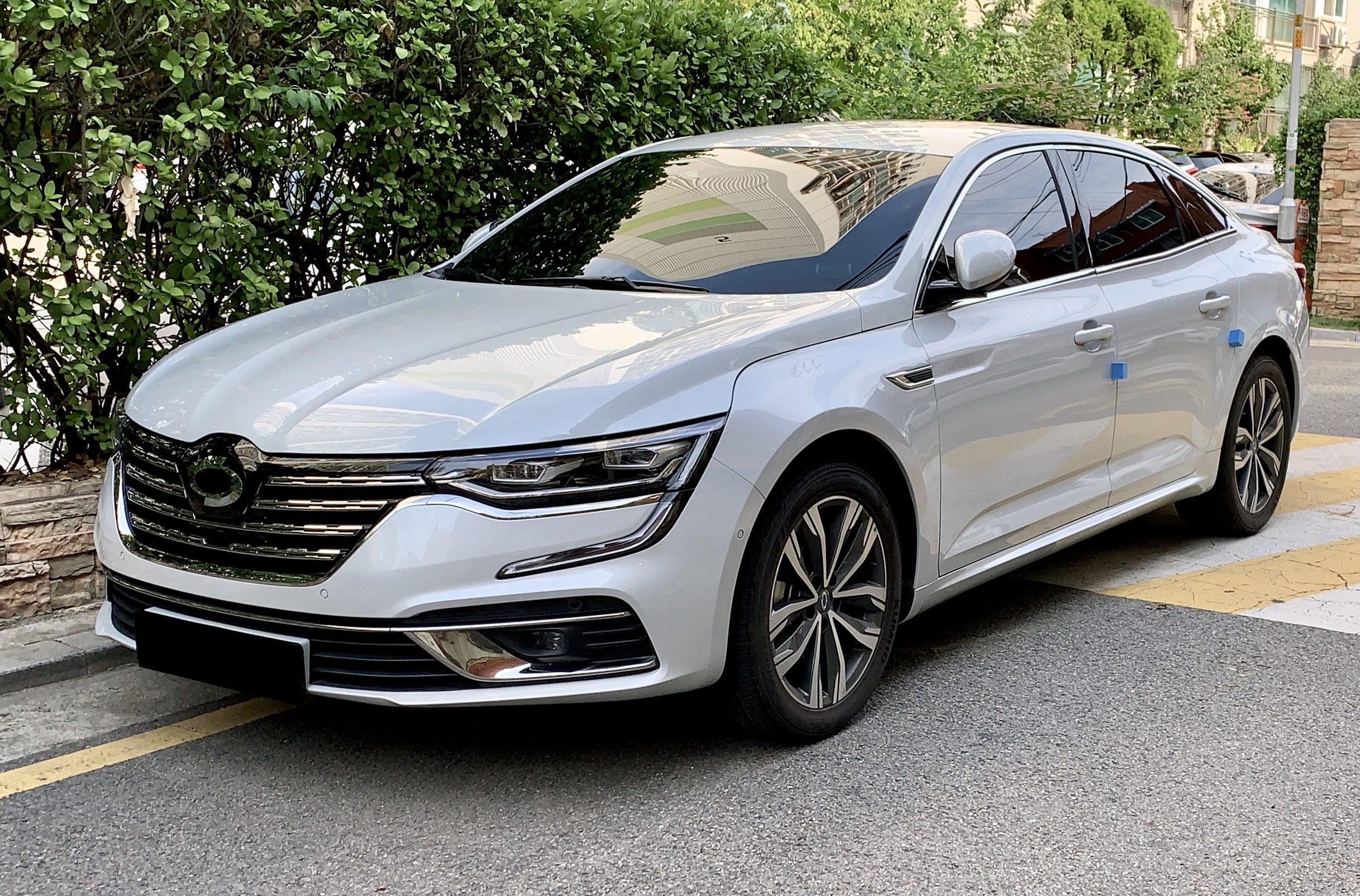
兄弟車のルノーコリア・SM6